# Jean Bodart (homme politique français)
Pour les articles homonymes, voir Jean Bodart et Bodart.
Jean Bodart , né le 21 février 1946 à Aniche dans le Nord, est le président du comité d'organisation des Quatre Jours de Dunkerque de 2001 à 2012 et un homme politique français. Il devient maire de Dunkerque le 29 septembre 2023, à la suite de la démission de Patrice Vergriete, nommé ministre du Logement, puis ministre des Transports.

## Biographie

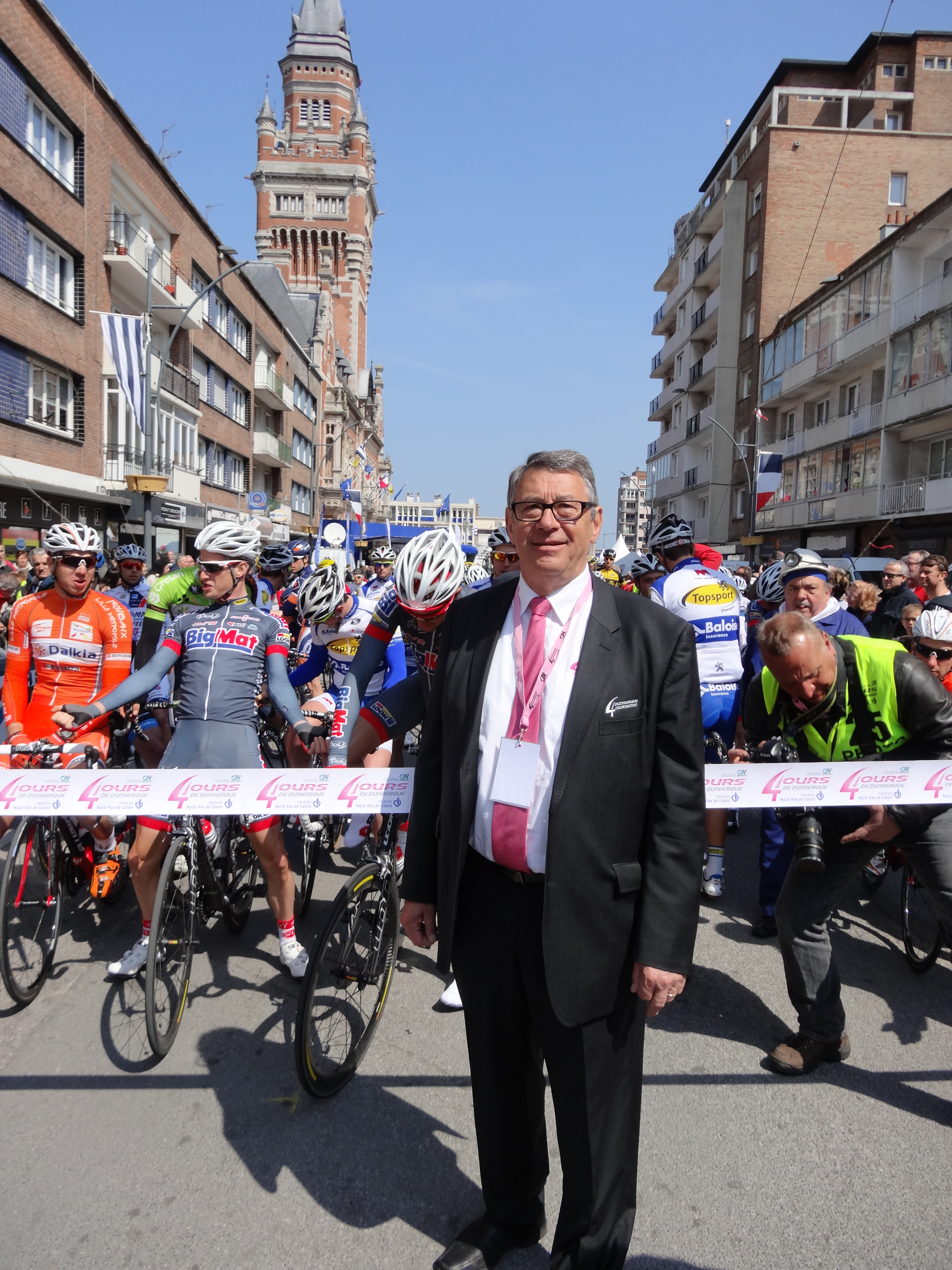
Jean Bodart quelques minutes avant le départ de la première étape de l'édition 2013 des Quatre Jours de Dunkerque le 1er mai 2013- à Dunkerque.

Jean Bodart nait à Aniche, rue Carnot, puis est scolarisé à l’école Basuyaux avant de s'occuper avec son frère du volley-club de la ville. En 1970 Jean Bodart intègre le bureau d'étude de construction ferroviaire Arbèl où il devient le responsable de la formation.
Puis direction Roubaix où il devient responsable d'un centre de formation aux métiers de la Métallurgie. En 1983,  il rejoint l'usine Lesieur  à Coudekerque-Branche (commune limitrophe de Dunkerque) pour mettre en place le management participatif. De 1986 à 1989 il devient DRH chez William Saurin en Saône-et-Loire.
En 1972, il part pour Dunkerque où il intègre Lesieur. Muté en Saône-et-Loire, il revient sur le littoral dunkerquois dans la métallurgie chez Sollac et y devient responsable communication.
Il revient s'installer définitivement à Dunkerque et devient Directeur de la Communication à Sollac et Président de l'USD Volley-Ball en 1990.
Puis Jean Bodart se lance en politique en devenant Adjoint au maire de Dunkerque chargé du Sport dans la municipalité de Michel Delebarre de 1995 à 2001. 
Il devient président de l'USD volleyball puis adjoint au maire de Dunkerque chargé des sports en 1995.
En 2001, il devient président du comité d'organisation des Quatre Jours de Dunkerque, une course cycliste fondée en 1955. Jusqu'en 2012, il est au conseil d'administration de la Ligue nationale de cyclisme (LNC).
1er adjoint au maire de Dunkerque depuis 2020 dans la municipalité de Patrice Vergriete, il en est élu maire le 29 septembre 2023,  après la démission de Patrice Vergriete, nommé ministre délégué chargé du logement du gouvernement Élisabeth Borne.